# Ибрагимов, Назим Аллахверди оглы
Назим Аллахверди оглы Ибрагимов (род. 1935  Геранбой) — советский и азербайджанский винодел, депутат Верховного Совета Азербайджана (1991—1995).

## Биография
Назим Ибрагимов родился в 1935 или 1936 году в Геранбое, АзССР. В 1959 году с отличием окончил Азербайджанский сельскохозяйственный институт по специальности «виноградарство и плодоовощеводство».
После окончания института Ибрагимов работал мастером-виноделом, главным инженером, заместителем управляющего винтреста, директором совхоза, руководил магазином шампанских вин.
В 1962 году Ибрагимов принимал участие в работе 2-го Международного конкурса винограда и вина в Тбилиси, а также в ряде международных дегустаций.
В 1964 году Ибрагимов поступил на заочное отделение аспирантуры, а в 1971 году получил учёную степень кандидата сельскохозяйственных наук. В 1981 году был награждён орден «Знак Почёта», а в следующем году — удостоен почётного звания Заслуженный инженер Азербайджанской ССР. За создание новых марок полусухих и полусладких вин награждён серебряной медалью ВДНХ. Вместе с Л. Ф. Шайтуро, Н. Г. Саришвили и другими соавторами разработал и внедрил на Бакинском винзаводе № 1 новую технологию получения вина херес в непрерывном потоке.
С 1971 (или 1974) по 1997 год занимал должность директора Бакинского винодельческого завода № 1 Азербвино. В 1981 году завод под его руководством был удостоен ордена «Знак Почёта».
В 1991—1995 годах был депутатом Верховного совета Азербайджана.
Ибрагимов — автор более 30 научных трудов, трёх изобретений, трёх монографий. В 1997 году издал пособие для вузов «Технология азербайджанских вин», где подробно осветил вопросы виноделия, его технологии, химии вина, винодельческого оборудования, методы использования отходов виноделия.